# Rubus ichangensis
Rubus ichangensis là loài thực vật có hoa trong họ Hoa hồng. Loài này được Hemsl. & Kuntze miêu tả khoa học đầu tiên năm 1887.